# Liste des prénoms d'origine tahitienne
- Haut – A
- B
- C
- D
- E
- F
- G
- H
- I
- J
- K
- L
- M
- N
- O
- P
- Q
- R
- S
- T
- U
- V
- W
- X
- Y
- Z

Voici une liste de prénoms tahitiens. Traditionnellement, ils sont composés de mots du vocabulaire actuel ou passé. Les missionnaires protestants et catholiques ont enrichi cette liste en adaptant les prénoms des personnages de la Bible et les noms de Saint à l'alphabet et à la prononciation tahitienne. L'usage courant est d'écrire les noms propres sans glottale, ni allongement vocalique. Le mots formant le prénom sont accolés sans indication particulière (très rarement séparés par un trait d'union).
(m) masculin
(f) féminin
(x) mixte

## A
(m) Afereti : « Alfred »
(f) Agnete : « Agnès »
(x) Aimata : « ’ai », en possession de + « mata », vient du mot "Matamua" ainé d'une fratrie, premier = premier possesseur
(f) Ahumere : prénom d'origine tahitienne qui peut se traduire par « Robe du chagrin d'un père ». Vient du mot « 'ahu » qui signifie « étoffe de tapa, vêtement, robe » et de « mere » qui signifie « chagrin d'un père, d'un parent »
(f) Ahutiare : prénom d'origine tahitienne qui peut se traduire par « Robe de fleurs ». Vient du mot « 'ahu » qui signifie « étoffe de tapa, vêtement, robe » et de « tiare » qui signifie « fleur »
(x) Ahuura : prénom d'origine tahitienne qui peut se traduire par « Robe rouge ». Vient de « 'ahu 'ura ari'i o te to'o a o te rā » qui signifie « robe rouge royale du coucher de soleil »
(f) Ameria ou Amiria : « Amélia » ou « Amélie »
(m) Anahoa : «... »
(x) Anuanua : prénom d'origine polynésienne signifiant « Arc-En-Ciel ».
(x) Ariihau : prénom d'origine polynésienne qui peut se traduire par « Roi de la paix ». Vient du mot « ari'i » qui signifie « Roi » et de « hau » qui signifie « paix »
(m) Ariitaia : prénom d'origine polynésienne rurutu qui peut se traduire par « Roi respecté ». Vient du mot « ari'i » qui signifie « Roi, chef principal, Prince » et de « Taia » qui signifie « Respecter, craindre »
(m) Ariitapu : Arii tapu (tabu - sacré ou interdit), qui signifie littéralement « Roi sacré »
(m) Ariitea : prénom d'origine polynésienne qui signifie « Prince Blanc ». Vient du mot « ari'i » qui signifie « Roi, chef principal, Prince » et de « Téa » qui signifie « Blanc/clair/pâle ».
(m) Ariiteuira : « ... »
(m) Aro : 'Aro, qui signifie littéralement « qui lutte »
(m) Aroarii : prénom d'origine polynésienne qui peut se traduire par « Face princière ». Vient du mot « aro » qui signifie « face, front, vue » et de « ari'i » qui signifie « prince, chef principal, roi »
(m) Atamu : « Adam »
(f) Atera : « Adèle »
(m) Atéa : prénom polynésien qui se traduit par « Atéa le grand dieu du ciel »
(m) Atiriano : « Adrien »
(f) Atonia : traduction d'Antoinette
(m) Atonio : traduction d'« Antoine »
(m) Auahinui : Auahi nui, qui signifie littéralement « le grand feu »

## E
(m) Emanuera : « Emmanuel »
(m) Eteroa : l'île de « Rurutu » (Iles Australes) portait auparavant le nom de « Eteroa »
(m) Etetiera : traduction du Saint « Ezechiel »
(f) Enoha

## F
(m)  Fara   : traduction « le pandanus » c'est la plante qui donne la fleur de hinano
(f) Fareora : Fare ora, qui signifie littéralement « maison de la vie », « maison vivante », « maison de la santé », « maison qui sauve/libère », « maison qui salue » ou « maison joyeuse » (grrr)
(m) Fareura : Fare 'ura, qui signifie littéralement « maison d'un rouge vif » (rouge que portait la famille royale), « maison rougeoyante » ou Fare ura « maison (fait) de feu » ou « maison flamboyante »
(m)  Fenua   : traduction « la terre », « le territoire », « le pays » en tahitien

## H
(x) Haumanava : du tahitien « hau », « paix » et « manava », « bienvenue »
(m) Haunui : du tahitien « hau » « règne » et « nui » « grand »
(f) Hawaiki : du proto-polynésien « sawaiki » : île mythique où les peuples de Polynésie situent leur origine (ancien nom de Raiatea)
(f) Heepuenui : du tahitien « heepuenui » : se coucher dans un ciel sans nuages
(x) Heiarii : prénom qui signifie « couronne de roi » ou  « couronne royale », ari'i voulant dire « roi » ou « chef de tribu »
(x) Heiata : prénom signifiant « couronne de nuage »
(m) Heifara
(f) Heilani : du tahitien « hei »: couronne et du hawaïen « lani » : ciel
(x) Heimana : prénom d'origine polynésienne qui peut se traduire par « Couronne puissante déplaçant le ciel ».
(x) Heimanu : prénom signifiant « couronne de l'oiseau »
(m) Heinere : « Henry » ou « Henri »
(f) Heipua : « ... »
(x) Heirani : prénom d'origine polynésienne qui peut se traduire par « Couronne céleste ». Étymologiquement, ce prénom vient de « hei » qui signifie « couronne » et « rani » qui est un mot dérivé de « rangi » qui signifie « ciel » en langue paumotu
(m) Heimoana : prénom d'origine polynésienne qui peut se traduire par « Couronne de l'océan ». Étymologiquement, ce prénom vient de « hei » qui signifie « couronne » et « moana » qui signifie « mer, océan »
(f) Heiura : prénom d'origine polynésienne qui peut se traduire par « Couronne de plumes » ou suivant la prononciation du prénom « couronne de feu »
(f) Heitiare : prénom d'origine polynésienne qui peut se traduire par « Couronne de fleurs »
(m) Heinere : prénom d'origine d'autres prénoms, « Henry » en anglais, « Henri » en français qui donne « Heinere ».
(f) Heinui : Grande couronne
(x) Herehau : « Amour de la paix »
(f) Heiora : Hei ora, qui signifie littéralement « couronne de la vie », « couronne vivante », « couronne de la santé », « couronne qui sauve/libère », « couronne qui salut » ou « couronne joyeuse »
(x) Herehia : Here hia, qui signifie « qui est aimé » ou « qui est chérit », « bien aimé »
(m) Heremana : La force de l'amour
(m) Heremanu : prénom signifiant « oiseau d'amour » de « Here » signifiant amour et « manu » signifiant oiseau
(m) Heremoana : amour d’océan / océan d’amour
(f) Herenui : prénom d'origine polynésienne qui peut se traduire par « Amour divin »
(f) Hinano : fleur de Pandanus
(f)  Hina  : prénom très ancien d'une princesse qui dans la légende est née de la rencontre entre le soleil et la lune : elle a pour mère la lune et pour père le soleil
(f) Hinatea : « Arrière-petite-fille blanche admirée des déesses »
(f) Hinarau : « Amour, affection ». « Hina » signifie « déesse » dans la culture polynésienne et « rau » signifie « multiple » mais les anciens en Polynésie disent en général que « hinarau » signifie que « toutes les déesses sont réunies en une ultime déesse » d'où « Hinarau »
(f) Hinareva
(m) Hira
(m) Hiti
(m) Hitiarii
(m) Hiro : dans la mythologie polynésienne, Hiro était un demi-dieu.
(x) Hitiura
(x) Hoani « Oiseau cajolé des dieux »
(m) Huimata
(f) Hura

## I
(m) Ihitea : divinité

(m)Ioane : traduction de Jean
(m) Iotefa : traduction de Joseph
(f) Iva
(f) Iveta : traduction d'Yvette

## K
(m) Kaoriki : d'origine marquisienne
(m) Keanu : brise fraîche sur la montagne

## M
(f) Manavaï/Manavai : - Mana « Sacré » - vai (eau, source) →  « Manavai » (Source sacrée !)
(f) Maeva : « bienvenue » Originellement réservé aux ari'i.
(m) Maevarau : « souhaits de bienvenue »
(f) Maea
(f) Maerehia
(f) Mahana : qui signifie « soleil »
(f) Mahina : qui signifie « lune »
(x) Maihiti
(f) Maimiti : du tahitien « mai » : venir et « miti » : mer, « Venue de la mer »
(f) Maire : ...
(x) Mairena :
(f) Maite : nom donné aux "Fosses à culture" dans les Tuamotu[réf. nécessaire]
(m) Manahau : du tahitien « mana » : pouvoir et « hau » : intérieur
(x) Manahiti : du tahitien "mana": pouvoir et "hiti": levant
(x) Manaiti : du tahitien "mana": pouvoir et "iti": petit.
(m) Mana'arii : prénom d'origine polynésienne qui peut se traduire par « Pouvoir royal ». Vient du mot « mana » qui signifie « pouvoir » et de « ari’i » qui signifie « roi ».
(m) Manatea : du tahitien « mana » : pouvoir et « tea » : blanc
(m) Manatini : du tahitien « mana » : pouvoir et « tini » : nombreux, « Multiples pouvoirs »
(x) Manoa : « Manoah »[réf. nécessaire]
(f) Manuia : qui signifie « la santé »
(x) Manutea : prénom d'origine polynésienne qui peut se traduire par « Oiseau blanc ». Vient du mot « manu » qui signifie « oiseau » et de « tea » qui signifie « blanc »
(m) Marama : « marama » signifie « lumineux » ou « claire »
(m) Mareto : « mareto » correspond au prénom « Marc »
(f) Mareva qui signifie « celle qui passe promptement sans se retourner », métaphoriquement « étoile filante ».
(f) Maria : traduction de Marie
(f) Maruia
(f) Matarena : Madeleine
(m) Mate : traduction de Marcel
(f) Mateata
(m) Mateia
(f) Matira : traduction de Mathilde
(f) Mauatua
(f) Meherio : qui signifie littéralement « sirène », la femme poisson
(f) Mehiata
(x) Merahi : signifie « ange »
(x) Merahinui : Merahi nui, qui signifie littéralement « archange »
(f) Mere : Marie
(f) Merehau : Mere hau, qui signifie « l'étoile de la paix » en faisant référence à l'étoile la plus brillante de la constellation d'Orion et qui était utilisée par les tupuna, grands navigateurs du pacifique, pour se diriger en direction du sud avec les étoiles α et β du Centaure
(m) Metani
(m) Mihiata : Nostalgie de nuage pourpre, penser à rire ou rêvasser
(m) Mihimana
(f) Miti : du tahitien te miti « la mer »
(x) Moana : prénom masculin et féminin d'origine polynésienne qui signifie  " prince(sse) des Océans ", « bleu foncé » et fait référence à l'immensité de l'océan.
(m) Moanaiti : prénom d'origine polynésienne qui peut se traduire par « Petit océan ». Vient du mot « moana » qui signifie « océan » et de « iti » qui traduit une idée de petit
(m) Moanatini : prénom d'origine polynésienne qui peut se traduire par « Nombreux océans »
(f) Moe : du tahitien « moea » : rêve
(f) Moeata : « moe » veut dire « sommeil » ou « dormir » et « ata » signifie « nuage », donc « le sommeil des nuages » serait une traduction acceptable
(m) Moeava
(f) Moeari’i : prénom pouvant se traduire étymologiquement par « Rêve royal »
(x) Moehau : du tahitien « moe » : sommeil, rêve et « hau » : paix, paisible, « Sommeil paisible » ou « Rêve de paix »
(f) Moeiti : Moe iti, qui signifie littéralement « petit rêve » ou « petite rêveuse »
(x) Moevai : Moe vai, qui signifie littéralement « rêve de l'eau » ou « sommeil aquatique qui apaise »
(x) Moenau
(x) Moerani : « rêve céleste »
(x)Mahity

## N
(x) Naehu : prénom qui trouve son origine dans la phrase « nā ehu fānau maeha’a tapu nui » qui signifie « les jumeaux nouveau-nés blonds consacrés »
(f) Nahei : le mot « na » est utilisé pour définir les objets en double « na rima » voudrait dire « les deux mains » et « hei » se définira par « couronne », donc la définition exacte sera « les deux couronnes » ou « les couronnes jumelles »
(f) Nanihi
(f) Naopuitevahiani : prénom d'origine polynésienne qui se divise en quatre parties Naopu" perdu" suivie de ite"dans"ensuite de vahi"brisée"ou"casser"et enfin Ani qui veut dire "ciel et tout cela veut dire "perdu dans un ciel brisé"
(m) Noa : traduction du prénom « Noé » (comme dans l'histoire du déluge dans la bible)
(f) Nauri : d'origine des archipels des australes (sud de la Polynésie Française), se traduit littéralement « les deux jeunes pousses de coco ».

## P
(m) Petero : traduction de Peter (Pierre)
(m) Pito : « Nombril »
(f) Poe : prénom d'origine polynésienne qui se traduit par « Perle ».
(f) Poehere : prénom d'origine polynésienne qui peut se traduire par « Perle d'amour ». De « Poe » qui signifie perle et « here » amour ;
(f) Poeiva : « poe » signifie « perle » et « iva » est le diminutif de « iva iva » qui se traduit par « brillant » dans le sens visuel
(x) Poema : prénom d'origine polynésienne qui peut se traduire par « Perle pure des mers profondes ». Étymologiquement, vient du mot « poe » qui signifie perle et de « mā » qui signifie « propre, pur, clair, exempt de souillure et de pollution »
(f) Poerani : prénom d'origine paumotu dont l'orthographe correcte est « Poerangi » ou « Poeragi », qui peut se traduire par « Perle céleste ». Étymologiquement, ce prénom vient de « poe » qui signifie « perle » et de « rani » qui est un mot dérivé de « rangi » qui veut dire « ciel »
(f) Poerava : prénom se traduisant par « Perle noire ». Vient de « poe » qui signifie « perle » et « rava » qui veut dire « noire »
(f) Pomare : historiquement, « Pomare » est le prénom que portaient les souverains de la dernière dynastie royale de Tahiti. Étymologiquement, ce prénom vient de « po » qui signifie « nuit » et « mare » qui veut dire « toux », car le premier Pomare a vu sa fille mourir de la toux en pleine nuit. Par deuil, il a pris ce nom.
(x) Purau

## R
(x) Raiarii : Ra'i arii, qui signifie « roi/reine céleste »
(f) Raheanui
(f) Rahera : traduction de « Rachel »
(m) Raihau : « rai » veut dire « ciel » et « hau » signifie « paix » donc la traduction littérale est « ciel de paix »
(f) Raihere : Rai here, qui signifie « aimée du ciel »
(m) Raimanu ou Raimano : « oiseau du ciel »
(f) Ranihei
(f) Rava : « rava », brun(e)
(f) Ravahere : de « rava » qui signifie « brun, sombre » et « here » qui signifie « amour »
(f) Ravanui : de même étymologie que « Rava » et de « nui » qui signifie « grand » : « Grande brune »
(f) Reva : de « te reva 'ura tupatai » qui signifie « le pavillon rouge de la flotte » ou de « reva » qui signifie « firmament, partir, drapeau » : « Drapeau », « Firmament » (fêté le 11 juin)
 Revaiti : de même étymologie que « Reva » et de « iti » qui signifie « petit » (au singulier) : « Petit drapeau »
(x) Revanui : de même étymologie que « Reva » et de « nui » qui signifie « grand » : « Grand drapeau »
 Revatua : de même étymologie que « Reva » et de « tua » qui signifie « dos (partie du corps), sol d'une île » : « Celui qui part sans se retourner » (fête le 17 février)
(x) Roonui : de « ti'i ma'o ro'o nui a Tane » qui signifie « statue de requin renommée du dieu Tane », prénom d'un prince descendant du roi Hiro par son aïeul Tamatoa 'Ura de Raiatea : « Grande renommée »
(m) Rotui : montagne séparant les deux baie de Mooréa Cook et d'Opunohu (http://www.tahitiheritage.pf/fiche-lgende-de-pai-et-sa-lance-magique-25590.htm )
(m) Ropati : traduction de Robert
(m) Ruataata : « rua », deux + « ta’ata », être humain
(f) Ruita : traduction de « Louise »

## T
(m) Taae
(m) Taarii
(m) Taho : prénom Thaïlandais qui signifie : « lance de guerrier»
(m) Tavi : « David »
(m) Teïki : « L'enfant roi »
(m) Taianui : « taia » veut dire « respecter » ou « craindre » et « nui » veut dire « grand » ou « immense » donc littéralement cela se traduit par « grand respect »
(x) Taimiti ou Ta'i miti : Te miti désigne la mer tandis que miti est l'eau salée, ce qui permet d'interpréter Taimiti comme celle de la mer profonde, le large. En outre, Ta’i (chant, son, pleurs) représente un des bruits caractéristiques de la mer (« Ta'i miti ») chez les polynésiens. On peut interpréter ce prénom (très ancien) comme le chant de la mer, le cri ou l'appel de la mer (source CRPE Tahitien). Comme beaucoup de prénoms polynésien il demeure mixte. Enfin, en maori, « Tai miti » désigne la marée descendante, celle du départ (source : Journal of the Polynesian Society)
(m) Tapunui : tapu > interdit nui > Terre : Terre interdite.
(m) Ta’aroa : nom du dieu créateur dans les légendes mā’ohi
(m) Taaroaarii : prénom composé du Nom du dieu créateur mā’ohi et du mot « ari’i » qui veut dire « roi »
(m) Taitearii : « tai » signifie « la mer » dans le sens « le grand large » et « te ari’i » se traduit par « le roi » et donc on peut traduire se prénom par « le roi des mers » ou « le souverain marin »
(m) Tamahere : « enfant chéri »
(m) Tamaeva
(m) Tamatoa
(m) Tapuarii : « tapu » signifie « sacré, interdit » et « ari’i » veut dire « roi », donc cela signifie « interdiction royale »
(m) Taratua : Tara tua, qui signifie littéralement « épine du large (la haute mer) » ou  « épine dorsale »
(m) Tauhiti : « levée de la génération »
(m) Tavi : David
(m) Teano
(m) Teanuanua : « te » signifie « le, la, l' » et « ānuanua » veut dire « arc-en-ciel », donc cela signifie « l'arc-en-ciel »
(m) Tearemoana : Te 'are moana, qui signifie littéralement « la vague de l'océan »
(m) Tearii : le prince
(f) Tehani : "La fille chérie". A l'arrivée des premiers britanniques en Polynésie, la ressemblance phonétique avec l'expression anglaise "The Honey" à mené à une idée commune selon laquelle le prénom Tehani se traduirait par "la douceur".
(x) Tehei : « te hei » « la couronne »
(m) Teheiura : « te hei ’ura » « la couronne rouge »
(m) Tehina : « Te hina » Dieu tout-puissant ou dieu des ténèbres, 'Guerrier des enfers'.
(m) Tehupoo : « te upo’o », « le chef »
(m) Teiho
(m) Teihotu
(x) Tepea : « Te » article et « Pea » la chance.
(f) Tepora : « Déborah »
(x) Terai /terej/ : te ra’i « le ciel »
 Teraki :
(f) Teura : Te ’ura, qui signifie littéralement « le rouge vif » (rouge que portait la famille royale) ou te ura, « la flamboyante »
 Terena
(m) Terenui : « Tere » signifie « voyager, voyageur » et « nui » signifie « grand ». Signifie « Grand voyageur nocturne lointain »
(m) Tetuanui : Te tua nui, qui signifie littéralement « le grand large (la haute mer) »
(x) Tetuaoro : Te tua 'Oro, qui signifie littéralement « le dos du dieu 'Oro » ou bien « 'Oro qui vient du large (la haute mer) »
(x) Tereva
(f) Tepua
(m) Terehe
(m) Tahirai : « Tahi » veut dire « premier » et « Ra’i veut dire « ciel ». Tahirai veut donc dire Premier Ciel.
(f) Taoahere : « Here » amour/ « Taoa » présent ou cadeau
(m) Teroo
(m) Terooarii : « te ro’o » se traduit littéralement par « la renommée » et « ari’i » signifie « roi »
(f) Tevairai
(m) Teva prononcer « Téva », prénom très ancien, donné à un prince polynésien, né un soir de grand vent, de grande tempête (cyclone d'aujourd'hui)
(m) Teiva : « iva » veut dire « neuf » (comme le chiffre 9) donc « teiva » peut se traduire par « le neuvième » ou bien dans le sud de la Polynésie « iva » est le diminutif de « iva'iva » (« brillant »), on peut aussi traduire « teiva » comme « le brillant » (dans le sens « scintillant » ou « lumineux »)teiva est tiré d'une légende du pacifique ce qui veut dire le prince des îles
(f) Tetarina : traduction de Césarine
 Teurutaata « te ’uru » le fruit de l'arbre à pain et « ta’ata » la personne aussi l'esprit ou l'âme donc l'âme du fruit de l'arbre à pain.
(f) Tevai : L'eau
(f) Tevaite
(f) Tiare : Mot tahitien signifiant « fleur »
(f) Taina : Mot tahitien signifiant « fleur de Gardenia jasminoides »
(m) Tihoti :  John
(f) Tihotia : traduction de Georgia
(x) Timeri : « … »
(m) Timiona : traduction de Siméon
(f) Titaina : contraction de tiare taina« fleur de Gardenia jasminoides»
(f) Titaua : Désirée
(m) Tini : de « tini » qui signifie « nombreux » (« Multiples yeux divers des dieux » ?)
(f) Toahere : « toa » veut dire « guerrier » ou « guerrière » et « here » veut dire « amour », donc la traduction serait « guerrier aimé »
(f) Toareia
(m) Toarii
(m) Toma : traduction de Thomas
(m) Torea : nom tahitien de l'oiseau huîtrier de Finsch
(m) Toromona :  Salomon
(m) Tuanua
(m) Tuhaa : « travaux » ou « tâche » ou « responsabilité »
(m) Tuhatini
(m) Tamaterai : « enfant du ciel »
(m) Tumaiterai : « effacer le ciel »
(m) Tumurai : « arbre du ciel »
(m) Tuvai : Tū vai, qui signifie littéralement « l'eau du dieu Tū » ou historiquement peut signifier « le bassin (rivière) de la famille royale Tū (Pōmare I) »

## U
(m) Ueva : de « 'ue » ? qui signifie « fort, impétueux, agité, comme les vagues de la mer » et « vā » ? qui signifie « courte averse qui laisse place au soleil » : « ? »
(m) Uinia : de « ha'a uini'a o te tai ātea » qui signifie « œuvre hâtive de la mer étendue » : « Hâtif », « Superficiel »
(m) Uinirau : de « te manu ri'i 'uini rau maruao » qui signifie « les petits oiseaux gazouillant à l'aube » : « Gazouillant »
(x) Uira : de  « 'anapa te uira i te 'iriātai » qui signifie « l'éclair qui luit à l'horizon » : « Éclair »
(f) Unaanui : de « Unaa » plage de l'île de Rurutu dans l'Archipel des Australes et « Nui » grand, immense... La Grande Unaa.
(f) Unutea :
(x) Ura : de « ’ura » qui signifie « rouge, pourpre » une couleur consacrées aux rois : « Rouge »
(x) Uraatua : de même étymologie que « Ura » et de « atua » qui signifie « dieu » : « dieu Flamme »
(x) Uramoe : de même étymologie que « Ura » et de « moe » qui signifie « sommeil, rêve » : « rêve rouge, rêve de feu »
(x) Uranui : de même étymologie que « Ura » et de « nui » qui signifie « grand, étendu » : « Grandes rouge, Grande flamme »
(x) Urarii : de même étymologie que « Ura » et de « ri’i » qui signifie « petits, peu nombreux » : « Petite flamme »
(m) Uravini : de même étymologie que « Ura » et de « vini » qui signifie « petite perruche bleue » : « perruche de feu, perruche rouge »
(f) Urima :
(f) U’upa :

## V
(f) Vaiana : prénom d'origine tahitienne qui peut se traduire par « Eau de roche ». Diminutif de « Vai ana o te mato teitei » qui signifie « Eau de la grotte du rocher haut » ;
(x) Vainui : prénom d'origine tahitienne qui signifie « immensité de la mer » ;
(f) Vaiani : prénom d'origine tahitienne qui peut se traduire par « Eau de sollicitation ». Diminutif de « Te vai ani i te va atua » qui signifie « Les eaux demandant l'averse des dieux. » ;
(f) Vaianu : prénom d'origine tahitienne qui peut se traduire par « Eau fraîche ». Diminutif de « Vai anu o te rua mato » qui signifie « Eau fraîche du trou de rocher » ;
(x) Vaiarii : prénom d'origine tahitienne qui peut se traduire par « Eau du roireine", ou "Eau royale" ;
(f) Vaiata : prénom d'origine tahitienne qui peut se traduire par « Petit nuage au-dessus de l'eau ».  De « vai » qui signifie « eau » et « ata » « nuage » ;
(f) Vaiatea : se traduit littéralement par « les eaux éloignées », « vai » pour eau, « atea » pour éloigner.
(m) Vaiatua : prénom d'origine tahitienne qui peut se traduire par « Eau du ciel ».
(f) Vaihere : prénom d'origine tahitienne qui peut se traduire par « Eau d'amour ». De « vai » qui signifie « eau » et « here » « amour » ;
(f) Vaimiti : prénom d'origine tahitienne qui peut se traduire par « Petite sirène » ou « Eau qui jaillit » ou « La où l'eau de mer rencontre l'eau douce »
(f) Vairea : prénom d'origine tahitienne qui peut se traduire par " L'eau douce qui jaillit des torrents " ou " Eau douce"
(f) Vaite : prénom d'origine tahitienne qui peut se traduire par « Esprit ».  De « vāite » qui signifie « âme, esprit » ;
(m) Vaitea : prénom d'origine tahitienne qui peut se traduire par « Eau claire ». De « vai » qui signifie « eau » et « tea » qui signifie clair;
(f) Vaiterama
(f) Vaitiare : prénom d'origine tahitienne qui peut se traduire par « Eau de fleurs ». De « vai » qui signifie « eau » et « tiare » « fleur » ;
(m) Vairi
(f) Vatea
(m) Vehiatua
(m) Vetea : prénom d'origine tahitienne qui peut se traduire par « Etre ouvert »
(m) Viniura : peut se traduire par « la perruche flamboyante »
(m) Viriamu : traduction de William, Willy, Guillaume

## Sources d'information

### Ressources en ligne
- Tahiti en France, Tous les prénoms polynésiens, Puta i'oa Tahiti, Plus de 1500 prénoms ! [lire en ligne]
- Fare Vāna'a, « Dictionnaire tahitien-français en ligne » [lire en ligne]
- Association Breizh Polynesia, « Tous les prénoms polynésiens » [lire en ligne]
- QuelPrenom.com, « Prénoms polynésiens : choisir un prénom tahitien » [lire en ligne]
- LeTahitiTraveler.com: une liste de prénoms sur un guide de voyage [lire en ligne]
- Prénoms Polynésiens,’Una ’Una Tahiti [lire en ligne]